# Боровиков, Александр Сергеевич
Алекса́ндр Серге́евич Боровико́в (29 сентября 1907, Яранский уезд, Вятская губерния — декабрь 1993, Тюмень) — красноармеец, полный кавалер ордена Славы.

## Биография
Родился в крестьянской семье в деревне Боровики; по окончании 4 классов (1921) работал в хозяйстве отца, затем в колхозе. В 1929—1931 гг. служил в Красной Армии. В 1936—1939 гг. — председатель колхоза «Демьян Бедный» Товалдырского сельсовета. Участник советско-финской войны (1939—40).
29 августа 1941 года призван в Красную Армию, воевал сапёром в 207-м инженерно-сапёрном батальоне 34-й инженерно-сапёрной бригады (49-я армия, 2-й Белорусский фронт). Участвовал в обороне Москвы. В составе группы сапёров в ночь на 23 июня 1944 западнее деревни Рясна обеспечил успешное прохождение танков и САУ бродом через реку Проня, проделывая проходы в минных полях, лично обезвредил около 40 противотанковых мин, за что был награждён орденом Славы 3-й степени.
Участвовал в форсировании Днепра, Немана, освобождении Шклова, Каунаса, в прорыве обороны противника на Висле, в овладении Швибусом, Цюллихау. В Висло-Одерской операции, будучи в звании младшего сержанта, 14 января 1945 в составе группы сапёров в районе Зарудки (в 9 км юго-западнее г. Казимеж-Дольны, Польша) обезвредил 153 мины; всего на его счету за январь 1945 г. — 280 обезвреженных мин. В феврале 1945 г. был награждён орденом Славы 2-й степени.
При форсировании Одера в районе Шветига (южнее Франкфурта) под огнём за 24 рейса переправил на лодке 200 человек с оружием, 15 миномётов, около 350 ящиков с боеприпасами. Был награждён орденом Славы 1-й степени (1946). Участвовал в окружении и ликвидации войск противника юго-западнее Берлина.
В октябре 1945 года демобилизован в звании старшины, вернулся в деревню Боровики. В течение многих лет работал в совхозе «Житновский». В конце 1967 г. вышел на пенсию; в 1985 г. переехал в пос. Соколово (Юргинский район Тюменской области), затем — в Тюмень.
Когда семья дочери уехала из Тюменской области, ветерану выделили квартиру в городе Тюмень. Жил один. В конце 1993 года не вернулся домой. Считается пропавшим без вести в декабре 1993 года.

## Награды
- орден Красной Звезды
- орден Славы 3-й степени (28.7.1944)
- орден Славы 2-й степени (17.2.1945)
- орден Славы 1-й степени (15.5.1946)
- орден Отечественной войны I степени

## Память

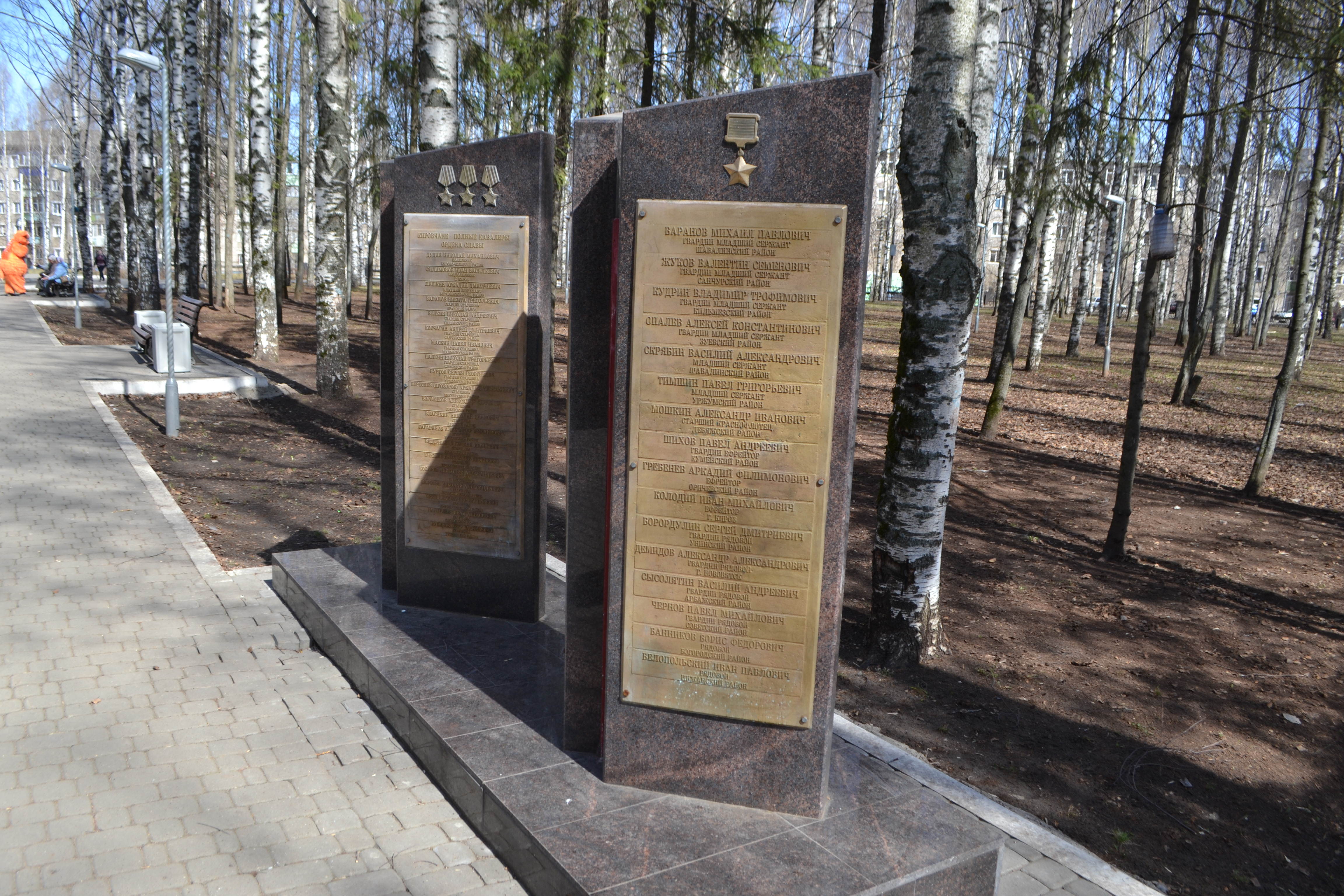
Имя Героя выбито на гранитной стеле на Аллее Славы в парке Победы города Кирова 2019.

- Имя Героя выбито на гранитной стеле на Аллее Славы в парке Победы города Кирова 2019.

## Комментарии
1. ↑  Деревня Боровики, относившаяся к Троицкой волости Яранского уезда, в 1920-е годы — к Лебяжской волости Уржумского уезда, в последующем входила в состав Товалдырского, затем Воробьёвского сельсовета Советского района, Кировской области; не сохранилась[1].